# Taraxacum subeximium
Taraxacum subeximium — вид квіткових рослин родини айстрових (Asteraceae).

## Поширення
Ендемічна флора Ісландії.